# 北京巴那那餐饮娱乐

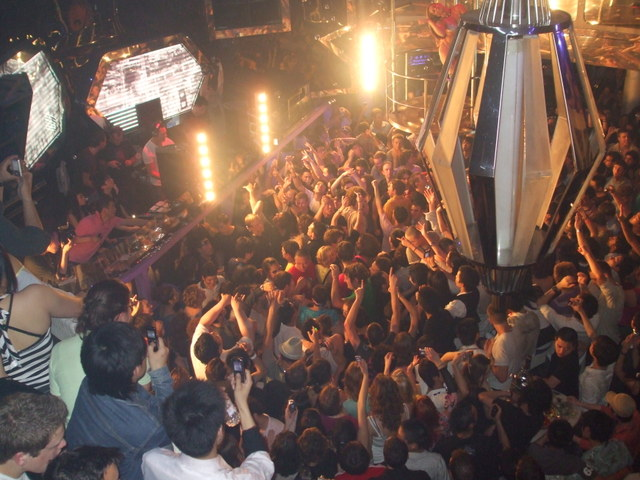
2007年，位于北京赛特饭店的G. T. Banana的内景

北京巴那那餐饮娱乐有限公司是北京市一家以经营迪厅等娱乐、餐饮设施为主的公司。

## 简介
该公司旗下的北京巴那那DISCO俱乐部（Club Banana）成立于1998年，是北京最早的一批迪厅之一，该公司也是由该俱乐部起家。巴那那的创始人兼幕后推手Mark回忆1980年代至1990年代时说，迪厅“开一家火一家，都是特别大特别脏的那种，全部是租借电影院的大场地。”音乐单调，赶场子者每晚上会重复听很多遍“YMCA”，这是当时一首最流行的迪斯科。每逢较精致的迪厅出现，“带来一些不太一样的东西时，”都会迅速招来全北京市最时尚的人群。
1998年，Mark开办了北京巴那那DISCO俱乐部（Club Banana），这是Mark开办的首家夜店，也是他从DJ转变为夜店经营者的开始。该俱乐部在迪厅中增设酒廊及小包房，1998年开始请外国DJ，开办特殊派对如“泰坦尼克派对”、“香港派对”。德国《明镜》周刊来巴那那采访时，全北京最时尚的人群被记者一网打尽。Mark回忆当时巴那那30元包饮料，50元包酒，“可能是因为价格贵，那时候就算高档场所了，人群很单纯，全部是有钱爱玩的人，倒没有小孩。”这里的“小孩”是指数年后迪厅内挤满的十多岁的孩子。从2000年起，随着北京各类娱乐场所不断增加，迪厅面临竞争压力，20元包饮料的票价成为迪厅的主流，迪厅的主要消费群体已由时尚人群变为“小孩”，“很多孩子抱一瓶啤酒跳一晚上的舞。”
2002年，该俱乐部迁往北京赛特饭店，成为一家大型夜店。2004年至2005年，该俱乐部开始大力邀请世界知名DJ，音乐风格从流行音乐转向以Trance和Progressive为主的电子舞曲。
2005年，公司在北京工人体育场附近开设了一家新夜店“Coco Banana”。2007年，位于北京赛特饭店的北京巴那那DISCO俱乐部（Club Banana）进行装修，变为“G. T. Banana”，继续邀请世界知名DJ演出，随后成为世界百大夜店之一，音乐风格在2008年至2009年走向electro House与mash-up。
2009年及2010年，公司分别开办以Hip Hop为主的Club LA和Lounge Coco Park。而G. T. Banana在这一年中减少了对世界知名DJ的邀请，并在2010年10月关张，同年12月迁址北京工人体育场西门附近，和公司旗下的Coco Banana、Club LA、Lounge Coco Park汇聚在一起。